# ベセル国勢調査地域
座標: 北緯60度45分 西経160度30分 / 北緯60.750度 西経160.500度
ベセル国勢調査地域（ベセルこくせいちょうさちいき、英語: Bethel Census Area）は、アメリカ合衆国アラスカ州非自治郡の国勢調査地域。州中西部に位置し、ベーリング海に浮かぶヌニバク島やネルソン島なども含む。最大の都市はベセル。人口は18,666人（2020年国勢調査）。

## 地理
アメリカ合衆国国勢調査局によれば、ベセル国勢調査地域の面積は45,504平方マイル（117,850 km2）で、そのうち陸地は40,570平方マイル（105,100 km2）、水域は4,934平方マイル（12,780 km2）で、割合は10.8%である。国内だとペンシルベニア州、国外だとマラウイの面積に相当する。
大陸部の他、以下の島嶼を含む。
- ホール島（英語版）
- Kigigak Island
- ヌニバク島
- ネルソン島
- セントマシュー島

域内にはレイク・クラーク国立公園、Togiak National Wildlife Refuge、ユーコンデルタ国立野生動物保護区といった国立公園・自然保護区がある。

### 隣接する郡と国勢調査地域
- クシルワック国勢調査地域 - 北西
- ユーコン・コユクック国勢調査地域 - 北
- マタヌスカ・スシトナ郡 - 東
- キナイペニンシュラ郡 - 南東
- レイクアンドペニンシュラ郡 - 南
- ディリンガム国勢調査地域 - 南

## 住民
2020年国勢調査によると、総人口は18,666人である。
人種別だと白人が1,665人（8.9%）、アラスカ先住民およびネイティブアメリカンが15,632人（83.7%）、アフリカ系が85人（0.5%）、アジア系が202人（1.1%）、太平洋系が2人（0.01%）、その他が64人（0.3%）、混血が1,016人（5.4%）となっている。

## 政治
先住民族が多数派を占めるほとんどの郡や同等の行政区画と同様に、民主党の大統領候補を支持する傾向が強い。ただし2022年上院選挙では共和党所属のリーサ・マーカウスキーが圧勝した。

## 都市

### 市
- Akiak
- Aniak
- ベセル
- Chefornak
- イーク（英語版）
- グッドニュースベイ（英語版）
- Kwethluk
- Lower Kalskag
- Mekoryuk
- Napakiak
- ナイトミュート（英語版）
- Nunapitchuk
- プラチナム（英語版）
- Quinhagak
- トークソークベイ（英語版）
- Upper Kalskag

### 国勢調査指定地域(CDP)
- Akiachak
- Atmautluak
- クルックドクリーク（英語版）
- Kasigluk
- Kipnuk
- Kongiganak
- Kwigillingok
- ライムビレッジ（英語版）
- Mertarvik
- ニュートック（英語版）
- オスカービル（英語版）
- レッドデビル（英語版）
- Sleetmute
- ストーニーリバー（英語版）
- Tuluksak
- Tuntutuliak
- Tununak

### 非法人コミュニティ
- クロウビレッジ（英語版）
- ジョージタウン（英語版）
- Napaimute
- ナッシュハーバー（英語版）
- Umkumiute

### ゴーストタウン
- Aguikchuk
- Arolik
- Kwigiumpainukamiut
- Ohagamiut